# Dark Endless
Albums de Marduk
Fuck Me Jesus
(1991) Those of the Unlight
(1993)
Dark Endless est le premier album studio du groupe de black metal suédois Marduk. L'album est sorti en décembre 1992 sous le label No Fashion Records (en). Il a le titre bonus Within in the Abyss (Live in Norrköping) sur mille copies.
Comme pour de nombreux autres groupes de black metal de la deuxième génération, ce premier album est encore fortement teinté d'influences death metal.
Dark Endless est le seul album de Marduk avec Andreas Axelsson au chant et Rikard Kalm à la basse.

## Musiciens
- Andreas Axelsson – chant
- Morgan Steinmeyer Håkansson – guitare
- Magnus « Devo » Andersson – guitare
- Rikard Kalm – basse
- Joakim Göthberg – batterie, chant

## Liste des morceaux
1. Still Fucking Dead (Here's No Peace) – 3:58
2. The Sun Turns Black as Night – 3:06
3. Within the Abyss – 3:41
4. The Funeral Seemed to Be Endless – 3:37
5. Departure from the Mortals – 3:24
6. The Black... – 4:03
7. Dark Endless – 3:53
8. Holy Inquisition – 4:25

### Bonus (version remasterisée de 2005)
1. Departure from the Mortals (Live)
2. Within the Abyss (Live)
3. Still Fucking Dead (Live)
4. The Black Goat (Live)
5. Evil Dead (Live)*

- Reprise de Death.